# خانقاه نعمت‌الهی (مشهد)
خانقاه نعمت الهی اثری تاریخی مربوط به اواخر دوره قاجار - اوایل دوره پهلوی است و در مشهد، خیابان شیرازی، کوچه حاج هاشم، جنب هتل طبرستان كوچه حمام برق واقع شده و این اثر در تاریخ ۲۷ بهمن ۱۳۸۲ با شمارهٔ ثبت ۱۰۹۱۴ به‌عنوان یکی از آثار ملی ایران به ثبت رسیده است.